# Xian de Huayuan
Le xian de Huayuan (花垣县 ; pinyin : Huāyuán Xiàn) est un district administratif de la province du Hunan en Chine. Il est placé sous la juridiction de la préfecture autonome tujia et miao de Xiangxi.

## Démographie
La population du district était de 265 838 habitants en 1999.